# Zhang Linyan
Zhang Linyan (chinesisch 张琳艳; * 16. Januar 2001 in Jiangyou, Sichuan) ist eine chinesische Fußballspielerin.

## Karriere

### Vereine
Im Januar 2021 wechselte sie von Beijing Jingtan zu Guangzhou. Diese verliehen sie schließlich im März 2022 bis zum Ende der Saison im Sommer an den Wuhan Jianghan University FC. Zur Folgesaison wechselte sie hier dann auch fest hin. Von hier wurde sie prompt aber erst einmal wieder weiter zum Schweizer Klub Grasshopper Club Zürich verliehen. Dort verblieb sie bis zum Ende der Spielzeit 2022/23.

### Nationalmannschaft
Mit der U20 nahm sie dann an der Weltmeisterschaft 2018 teil und kam hier bei drei Partien zum Einsatz und erzielte auch noch ein Tor.
Für die A-Nationalmannschaft hatte sie ihr Debüt dann bei einem 6:1-Sieg über Thailand in der Qualifikation für das Olympiaturnier der Spiele 2020. Hier wurde sie in der 68. Minute für Ma Jun eingewechselt. Bei dem Turnier selbst gehörte sie dann aber nicht mit zum Kader.
Ihr erstes Turnier war dann die Asienmeisterschaft 2022 am Anfang des Jahres 2022. Dort hatte sie vier Einsätze und gewann am Ende mit ihrer Mannschaft den Titel. Bei der Ostasienmeisterschaft 2022 im darauffolgenden Sommer erlangte sie hier mit ihrem Team dann noch einmal die Silber-Medaille.
Am 5. Juli 2023 wurde sie für den finalen Kader bei der Weltmeisterschaft 2023 nominiert. Beim ersten Gruppenspiel gegen Dänemark hatte sie ihr Turnier-Debüt.